# 2B busz (Mezőkövesd)
A mezőkövesdi 2B jelzésű autóbusz egy helyi járat, ami a Dózsa György utca és a Zsóry gyógyfürdő közlekedik a Vasútállomás érintésével. A viszonylatot a Volánbusz Zrt. üzemelteti.

## Útvonala
Mezőkövesd Dózsa György utca 3. szám alól (buszforduló) indul. A belváros főútjára, a Mátyás király útra hajt ki. A körforgalomban Egerlövő felé fordul, minden esetben érintik a buszok a vasútállomást. Visszahajtva a csomópontig, a 3-as főúti elágazásig halad. Az országos szakaszon Budapest felé kanyarodik, majd ezen marad a mezőkövesdi Zsóry Gyógy- és Strandfürdő bejárati útjáig, ahol a fürdőhely felé haladnak a buszok. Az itt található megálló a végállomás.

## Közlekedése
| Indulási helyszín    | Érkezési helyszín | Indításszáma    | Közlekedése                |
| -------------------- | ----------------- | --------------- | -------------------------- |
| Dózsa György utca 3. | Gyógyfürdő        | 4 pár           | naponta                    |
| Dózsa György utca 3. | Gyógyfürdő        | 2 oda, 4 vissza | 05.01-tõl 09.30-ig naponta |

## Megállóhelyei
| 0  | Dózsa György utca 3. végállomás         | 0  | 0.0 km | 2 4013 |
| 1  | Gimnázium                               | 1  | 0.3 km | 1, 2, 3 1050, 1375, 1376, 1377, 1380, 1381 3416, 3746, 3749, 4001, 4006, 4007, 4008, 4009, 4013, 4017, 4018, 4019, 4021, 4022, 4023, 4026, 4030                                                 |
| 2  | Szent László tér                        | 2  | 0.8 km | 1, 2, 3 1050, 1377, 1380, 1381 3416, 3746, 3749, 4001, 4006, 4007, 4008, 4009, 4013, 4017, 4018, 4019, 4021, 4022, 4023, 4026, 4030                                                             |
| 3  | Mátyás király utca                      | 3  | 1.4 km | 1, 2, 3 1050, 1375, 1376, 1377, 1380, 1381 3416, 3746, 3749, 4001, 4006, 4007, 4008, 4009, 4013, 4017, 4018, 4019, 4021, 4022, 4023, 4026, 4030                                                 |
| 4  | SZTK rendelőintézet                     | 4  | 1.7 km | 1, 2, 3 1344, 1375, 1377, 1426, 1427, 1428, 1447, 1448, 1468 3406, 3416, 3418, 3419, 3749, 4001, 4006, 4007, 4008, 4009, 4010, 4011, 4013, 4014, 4015, 4016, 4017, 4019, 4023, 4026, 4030, 4157 |
| 5  | Széchenyi utca 21.                      | 5  | 2.3 km | 1, 3 1344, 1375, 1377, 1426, 1427, 1428, 1447, 1448, 1468 3406, 3416, 3418, 3419, 3749, 4001, 4006, 4007, 4008, 4009, 4010, 4011, 4014, 4015, 4016, 4017, 4019, 4023, 4026, 4030, 4157          |
| 6  | Vasútállomás                            | 7  | 3.0 km | 1, 3 1344, 1375, 1377, 1426, 1427, 1428, 1447, 1448, 1468 3406, 3416, 3418, 3419, 3749, 4001, 4006, 4007, 4008, 4010, 4014, 4015, 4016, 4017, 4019, 4023, 4026, 4030, 4157 Mezőkövesd [80.]     |
| 7  | Széchenyi utca 21.                      | 8  | 3.7 km | 1, 3 1344, 1375, 1377, 1426, 1427, 1428, 1447, 1448, 1468 3406, 3416, 3418, 3419, 3749, 4001, 4006, 4007, 4008, 4009, 4010, 4011, 4014, 4015, 4016, 4017, 4019, 4023, 4026, 4030, 4157          |
| 8  | Cukrászüzem (↓) SZTK rendelőintézet (↑) | 9  | 4.4 km | 1, 2, 3 1344, 1375, 1377, 1426, 1427, 1428, 1447, 1448, 1468 3406, 3416, 3418, 3419, 3749, 4001, 4006, 4007, 4008, 4009, 4010, 4011, 4013, 4014, 4015, 4016, 4017, 4019, 4023, 4026, 4030, 4157 |
| 9  | Katolikus iskola                        | 10 | 4.8 km | 1, 2 4013 |
| 10 | Mátyás király utca 10.                  | 11 | 5.2 km | 2 4013 |
| 11 | Delco Remy bejárati út                  | 12 | 5.9 km | 2 4013 |
| 12 | Gyógyfürdő végállomás                   | 15 | 8.1 km | 2 1376 3749, 4013, 4014, 4015, 4157 |